# Girona (Fluss)
Der Girona ist ein kleiner, periodisch wasserführender Fluss im Norden der spanischen Provinz Alicante, der direkt ins Mittelmeer fließt.

## Flusslauf

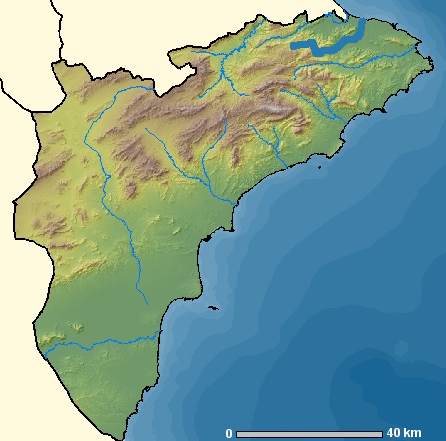
Lage des Girona in der Provinz Alicante

Der Girona entspringt im Tal Barranco de Fontblanca bei Alcalá de la Jovada (Gemeinde Vall de Alcalá). An seinem Oberlauf hat er, wie viele spanische Flüsse, einen anderen Namen. Er heißt Ebo und durchfließt das gleichnamige Tal. Anschließend, nun unter dem Namen Girona, passiert er die enge, tief in den Kalkstein der Oberkreide und des Tertiär (Oligozän) eingeschnittene Schlucht des Barranco del Infierno (Höllenschlucht). Danach tritt er in die flach geneigte, von Gebirgen eingerahmte Ebene an der Küste aus. An der Landspitze Punta de Almadraba auf der Gemarkungsgrenze zwischen Els Poblets und Denia mündet er ins Mittelmeer.
Der Girona durchfließt von der Quelle zur Mündung folgende Gemarkungen:
- Vall de Alcalá (als Ebo), Vall de Ebo (als Ebo), Vall de Laguart, Orba, Tormos, Sagra, Ráfol de Almunia, Benimeli, Sanet y Negrals, Beniarbeig, Ondara, El Verger, Els Poblets

## Wasserführung

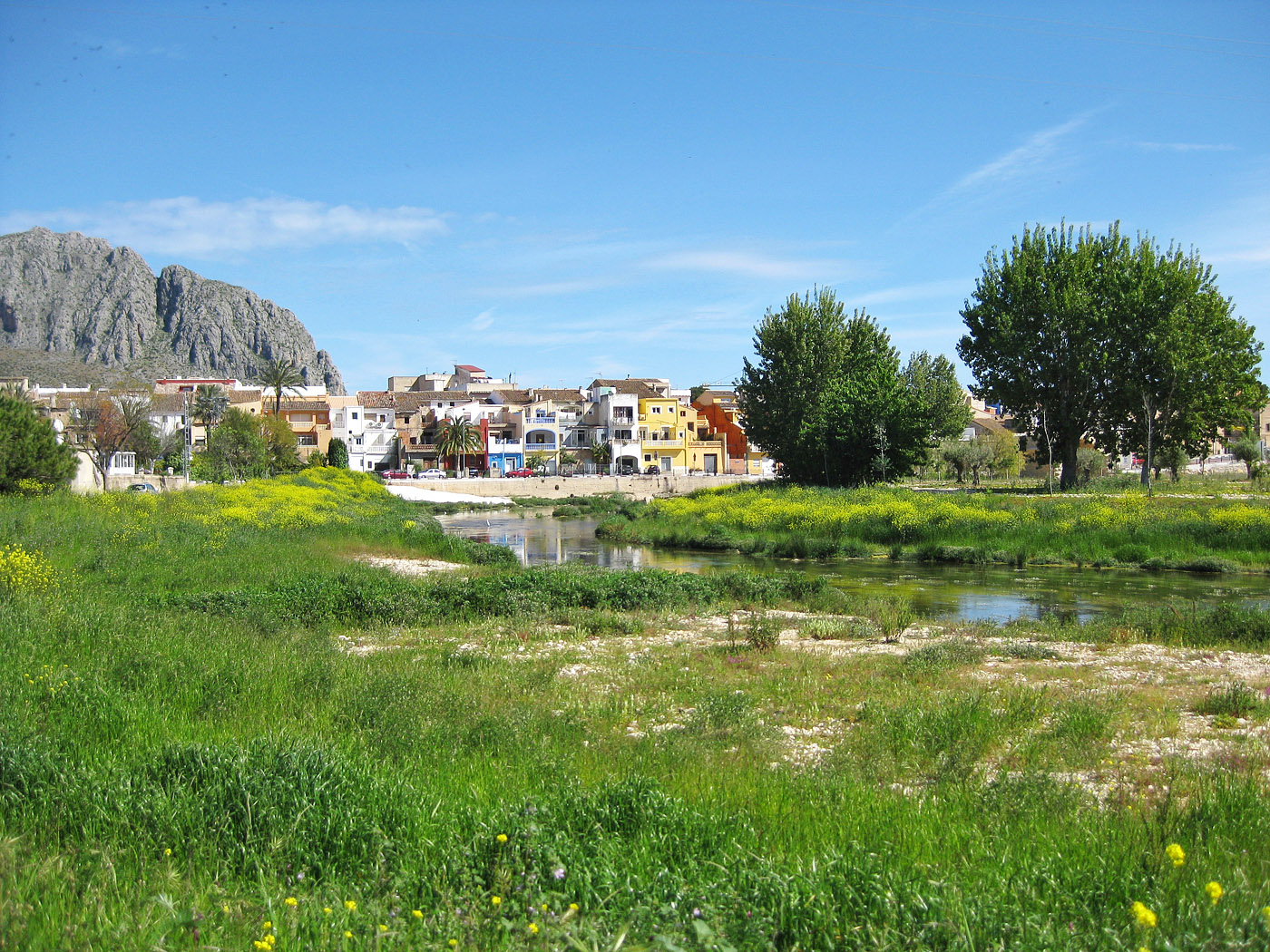
Der Girona bei Beniarbeig

Den Sommer über trocknet der Girona aus. Im Herbst setzen nach der monatelangen Sommertrockenheit gewöhnlich starke Regenfälle ein. Ab diesem Zeitpunkt führt er dann über Winter wieder Wasser. In manchen Jahren kommt es während der Abkühlung am Ende des Sommers, die meistens in den Oktober fällt, zu extrem starken Regenfällen, genannt Gota Fría. Sie führten in den Jahren 1919, 1941, 1985 und 2007 zu schweren Überschwemmungen des Girona.
Den bisher höchsten Wasserstand erreichte er am 12. Oktober 2007, als es in seinem Einzugsgebiet innerhalb weniger Stunden über 300 mm, lokal sogar über 400 mm geregnet hatte. Die Wassermassen rissen die Brücke von Beniarbeig mit und richteten im Unterlauf in 500 Wohnungen in Beniarbeig und an 32 Häusern in El Verger zum Teil schwere Schäden an. Eine Frau verlor dabei ihr Leben. In den Straßen erreichte das Wasser Höhen von bis zu 2 Metern. Zahlreiche Autos wurden vom Fluss mitgeschwemmt, insgesamt 1500 beschädigt. Die Abflussmenge bei diesem Ereignis in Beniarbeig wird auf ungefähr 1000 m³/s geschätzt.

## Staumauer
Im Bereich des Austritts des Girona aus der Schlucht in die Ebene wurde 1945 an der engsten Stelle eine Staumauer errichtet. Bei einer Höhe von 29 m hat die Krone eine Länge von 28 m. Der geplante Stausee Embalse de Isbert hätte ein Fassungsvermögen von etwas über einem Kubikhektometer und eine Wasseroberfläche von 8 Hektar. Aufgrund der Beschaffenheit des geologischen Untergrundes versickert das Wasser jedoch schnell, so dass sich der Stausee nur bei Extremereignissen kurzzeitig füllt. Zudem verringert eine starke Ansammlung von Schlamm das ursprüngliche Fassungsvermögen erheblich.

## Galerie

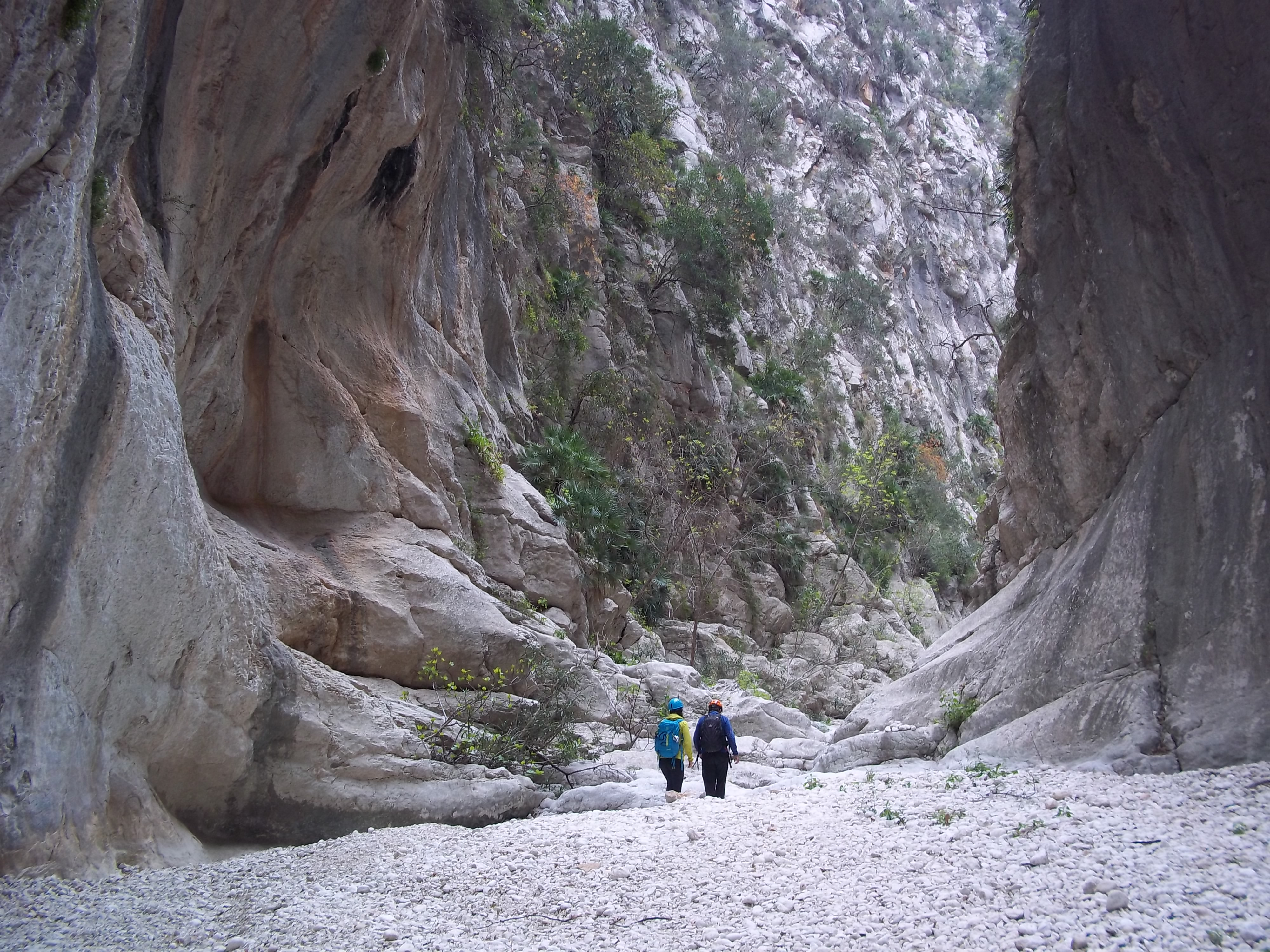
Flussbett im Barranco del Infierno
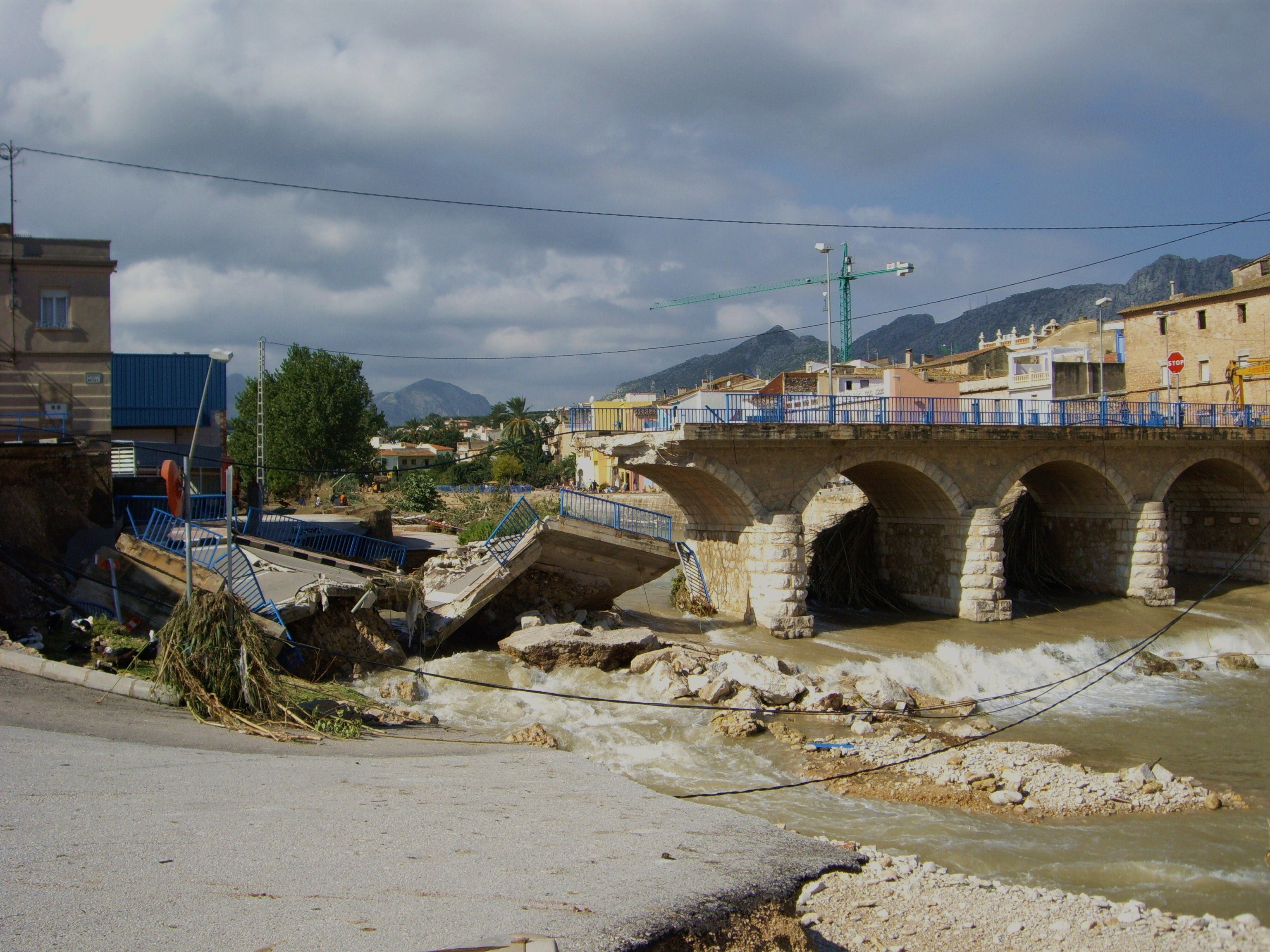
Zerstörte Brücke von Beniarbeig 2007
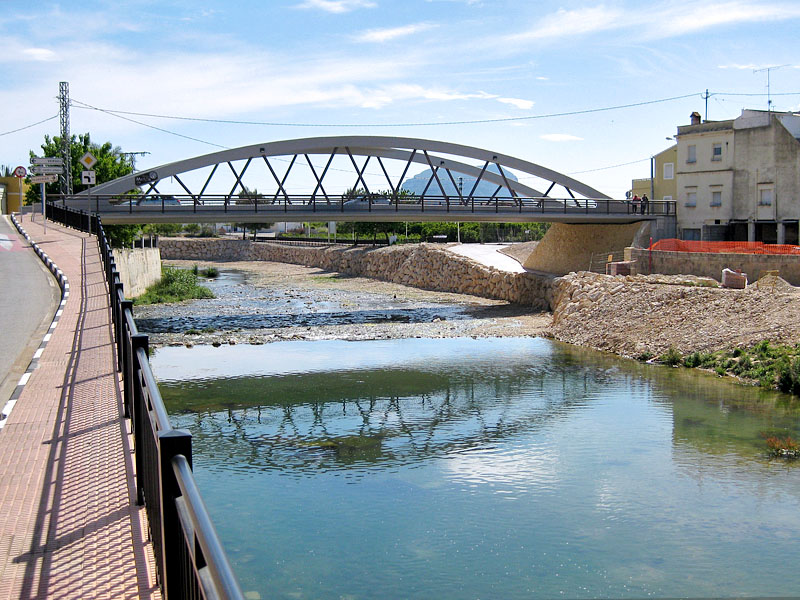
Neue Brücke von Beniarbeig 2008